# Антоніо Тодде
Антоніо Тодде (італ. Antonio Todde; 22 січня 1889 — 3 січня 2002) — італійський довгожитель, вік якого підтверджено Групою геронтологічних досліджень (GRG), Книгою рекордів Гіннеса та Групою LongeviQuest (LQ). Наразі він є найстарішим підтвердженим італійцем в історії. З 1 березня 2001 року власної смерті він був найстарішим живим чоловіком у світі та був найстарішим живим чоловіком в Італії. Також на момент смерті він входив топ 15 найстаріших чоловіків у світі чий вік був підтверджений. Помер у віці 112 років, 346 днів, не дожив всього 19 днів до свого 113-річчя.

## Біографія
Антоніо Тодде народився 22 січня 1889 року в місті Тіана (Провінція Нуоро, Сардинія, Італія) у бідній родині пастухів. Він був третьою дитиною із 12 дітей.
У роки Першої світової війни, Антоніо пішов на фронт та був поранений у плече.
У 1920 році він повернувся у Сардинію, де він одружився з Марією Антонією, якій на той час було 25 років, у пари було 4 дітей. Вона померла в 1990 році у віці 95 років.
Його батько Франческо прожив 90 років, а мати Франческа прожила 98 років. Його сестра Марія Агостіна померла у віці 102 років.
Антоніо Тодде помер незадовго до 113 дня народження уві сні 3 січня 2002 року у віці 112 років 346 днів.